# ¡Yo soy yo!
¡Yo soy yo! es una serie juvenil de televisión mexicana, producida por Canal Once en 2016 con ayuda de CONAPRED. En su primera temporada aborda temas como el acoso escolar y la discriminación. En su segunda temporada aborda otros temas como la sexualidad. En 2018 estrenó su segunda temporada en el mismo canal y también en la plataforma de servicio de streaming Netflix.

## Sinopsis
Francisco, un joven que discrimina a los demás con «etiquetas» es expulsado de su escuela, este sufre de acoso escolar, junto a sus dos mejores amigos, Marce y Jorge, a lo que su madre lo ingresa a una escuela de música, donde él aspira para ser un rapero de hip-hop, junto con ayuda su amigo, guía y consejero de su imaginación llamado «Yo!».

## Elenco
La siguiente lista engloba a los personajes principales de la trama:
- Germán Bracco como Francisco
- Daniela Luque como Marcela
- José Antonio Becerril como Jorge
- Paula Serrano como Lucía
- Héctor Loeza como «Yo!»
- Héctor Holten como Santiago
- Edson Loyo como Rafael
- Brandon Rosas como Leonel
- José Sefami como Don Evaristo
- Tiosa Bojórquez como Martín
- Fernando Sarfarti como Carlos
- Claudia Toledo como Ruth
- María Elena Olivares como Doña Trini
- Norma Pablo como Conchita
- Armando Vega Gil como Saúl Acosta
- Andrea de la Fuente como Alicia
- Mario Yambar Yamaoka como Remigio
- Eduardo López como César Acosta
- Alejandra García Zepeda como Tina
- Johny Tony como Ulises
- Elizabeth Pedroza como Claudia
- Horacio Borsani como Diego
- Alejandra García-Zepeda como Tina
- Alan Gullen como Isidro
- Horacio Borsani como Diego
- Andrés Bermúdez como Joaquín
- Fabiola Turenne como Amalia
- Javier Solórzano como Él mismo
- Claudia Frias como Miss Caracheo
- Maruza Cinta como Miss Reno
- Leticia Pedrajo como Carmen Rodríguez
- Ángel Cerlo como Indalecio

#### Incluidos a partir de la segunda temporada
- Marco Moré como Mauro
- Martín Saracho como Joaquín
- Amaya Blas como Julieta
- Marcela Rigoletti como Mónica
- Andy Chavez de Moore como Flavia
- Fernando Garzafox como Billy
- Héctor Holten como Santiago
- José Ramón Coronado como Damián
- Andrés Almeida como Rony
- Perla Villarelo como Ana
- Louis Ángel como Isaac